# آندورا
آندورا (به کاتالان: Andorra) با نام رسمی شاهزاده‌نشین آندورا (به کاتالان: Principat d'Andorra)، کشوری کوچک، مستقل و محصور در خشکی واقع در اروپای غربی است. این کشور در کوه‌های پیرنه از غرب با اسپانیا و از شرق با فرانسه مرز مشترک دارد. پایتخت و بزرگ‌ترین شهر آن آندورا لاولا است. مساحت آندورا ۴۶۷٫۶۳ کیلومتر مربع و جمعیت این کشور در حدود ۸۵٬۴۷۰ نفر است. واحد پول آندورا، یورو است هرچند که این کشور در اتحادیه اروپا عضو نیست. از شهرهای آندورا می‌توان از اسکالدز-انگوردانی، انکمپ و سنت حولیا ده لوریا نام برد. زبان رسمی این کشور کاتالان است.
این کشور در تاریخ ۲۸ ژوئیه ۱۹۹۳ به عضویت سازمان ملل متحد پذیرفته شد.

## جغرافیا
آندورا در کوه‌های پیرنه قرار گرفته و ۴۶۸ کیلومتر مربع مساحت دارد. در میان دو کشور فرانسه (از شمال) و اسپانیا (از جنوب) محصور در خشکی است و به آب‌های آزاد دسترسی ندارد. همچنین آندورا وسعت بسیار کوچکی دارد که در رده هفدهمین کشور کوچک جهان قرار گرفته است.

### تقسیمات کشوری

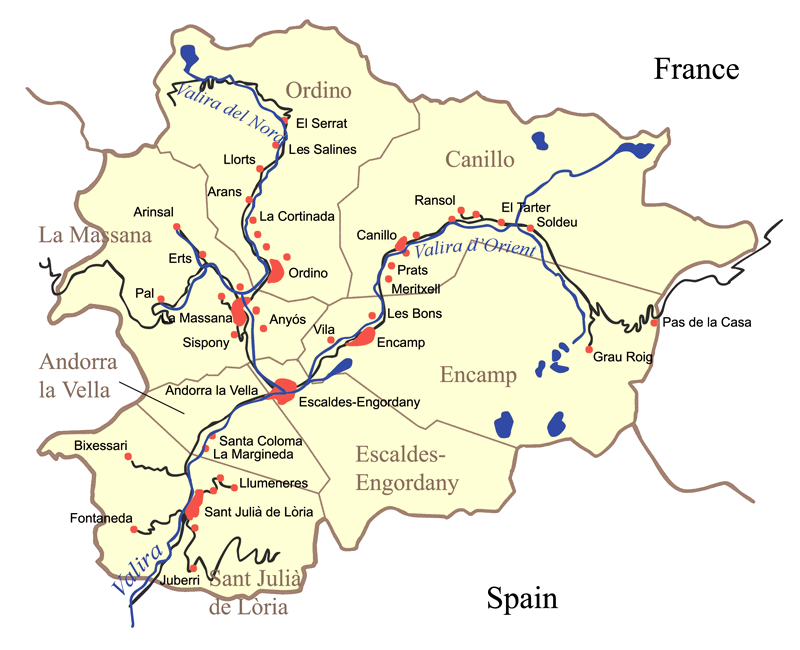
تقسیمات کشوری آندورا

آندورا به هفت استان (در اصطلاح آندورا: comuns) بخش شده است:
- آندورا لاولا
- کانیلو∗
- انکمپ
- اسکالدز-انگوردانی
- لا ماسانا
- اوردینو
- سنت حولیا ده لوریا

## سیاست

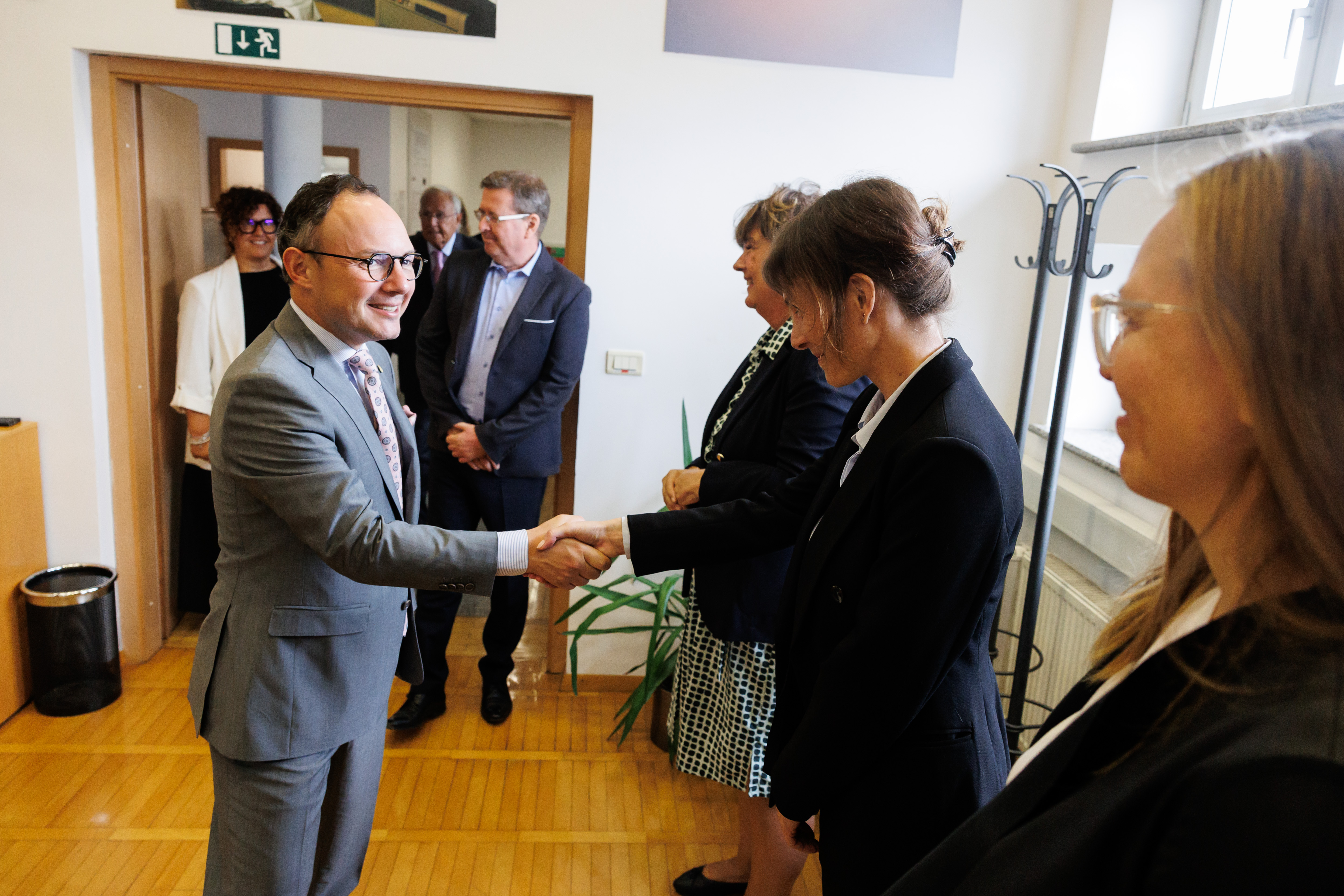
خاویر زامورا هفتمین نخست‌وزیر آندورا

حکومت آندورا میان رئیس‌جمهور فرانسه و اسقف اعظم ناحیه اورخل کشور اسپانیا مشترک است. نمایندگانی دائمی از سوی این دو مرجع، کشور را اداره می‌کنند. سیاست‌های آندورا در چارچوب دموکراسی پارلمانی جهت‌گیری می‌شوند که برابر این سیاست‌ها، نخست‌وزیر در جایگاه نخست دولت قرار می‌گیرد و نظام چندحزبی بر این کشور حاکم می‌گردد. قانون‌گذاری بر عهده دولت و پارلمان است و دولت به تنهایی قوای اجرایی کشور را در دست دارد. کشور آندورا قوه قضائیه و دادگستری مستقل دارد. آندورا نیروی نظامی ندارد و دو کشور فرانسه و اسپانیا مسئولیت پشتیبانی از خاک این کشور را بر عهده دارند. پایتخت آندورا مرتفع‌ترین پایتخت اروپا و در کوچکی ششمین کشور اروپاست. آندورا کشوری است شکوفا و مرفه که عمده درآمدش از گردشگری است. سالانه بیش از ده میلیون نفر از این کشور مناسب اسکی و ورزشهای زمستانی دیدن می‌کنند. از این گذشته آندورا به اتحادیه اروپائی نپیوسته و مطبوع کسانی است که نمی‌خواهند مالیات پردازند.

## کشاورزی

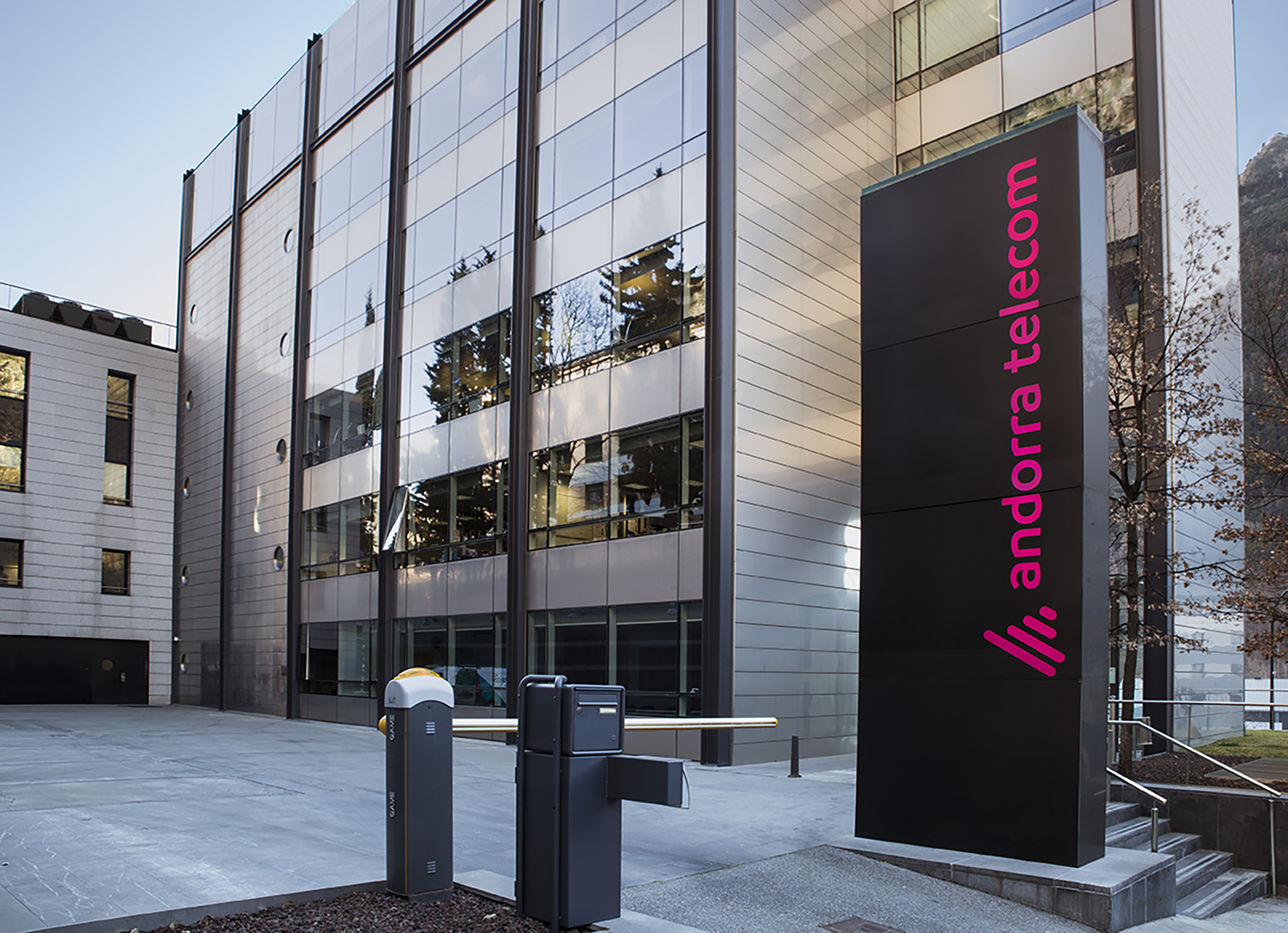
آندورا تلکام شرکت دولتی مخابرات آندورایی

جهانگردی، ۸۰٪ تولید ناخالص ملی را تشکیل می‌دهد. تنها دو درصد از زمینهای کشور قابل کشت است. غلات و سبزیجات از فراورده‌های مهم کشاورزی آندورا هستند. محصولات چوبی و توتون از این کشور صادر می‌شود.

## جهانگردی
کوهستانهای آندورا دارای مراکز اسکی هستند و سالانه ۵۰۰٬۰۰۰ نفر را به سوی خود جلب می‌کنند. آندورا بزرگ‌ترین کشور دنیا است که فرودگاه ندارد.

## مردم

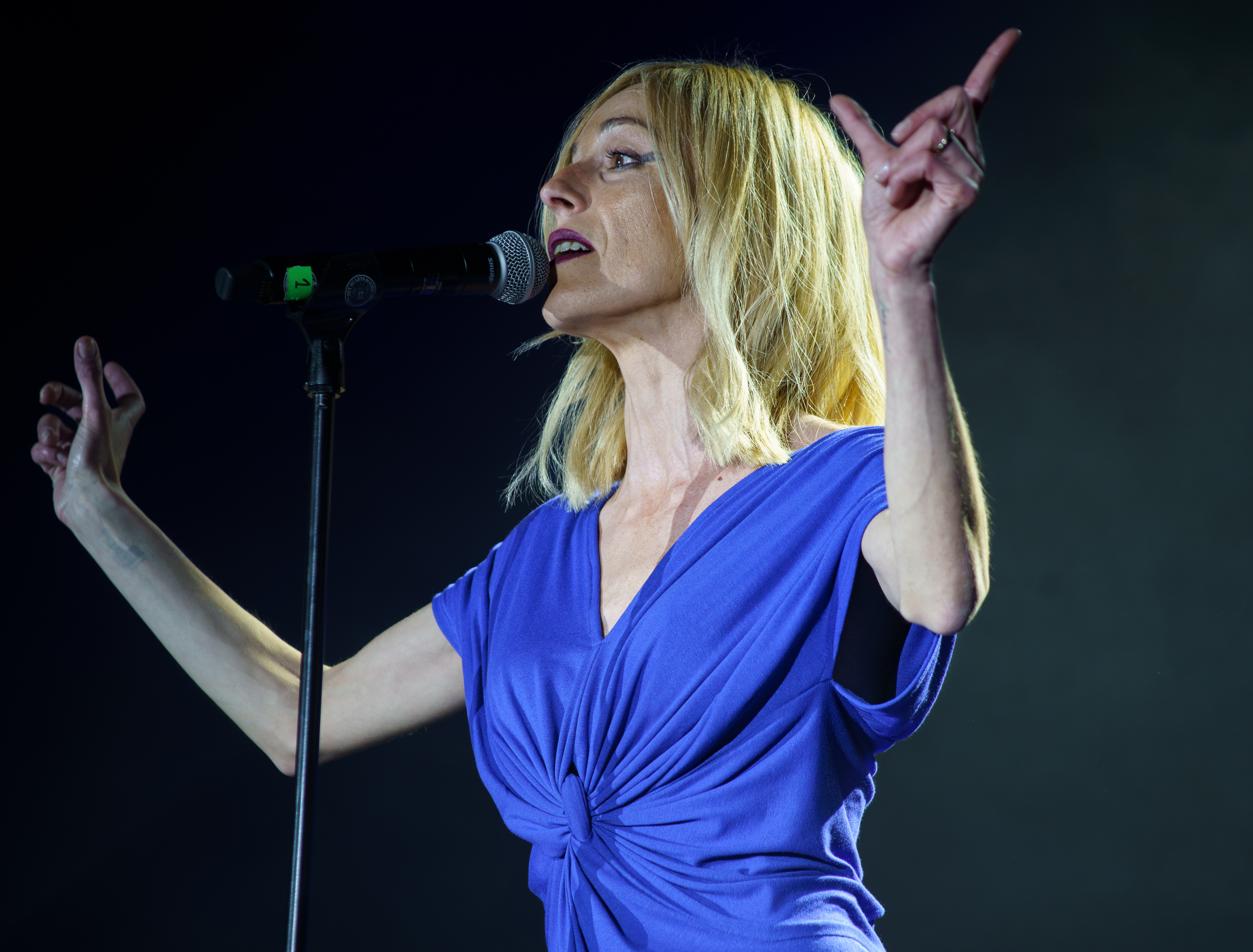
مارتا روره نماینده آندورا در مسابقه آواز یوروویژن ۲۰۰۴

اسپانیولی ۴۳٪، آندورایی ۳۳٪، اکسیتان ۱۱٪، فرانسوی ۷٪، سایر ۶٪. آندوراها که از لحاظ قومی کاتالان هستند، در کشور خود یک اقلیت هستند. ساکنان اسپانیایی، فرانسوی و پرتغالی ۶۷٫۷ درصد از جمعیت را تشکیل می‌دهند. جمعیت آندورا در حدود ۸۵٬۴۷۰ است. همچنین تعداد کمتری از بریتانیایی‌ها، هلندی‌ها، آلمانی‌ها، ایتالیایی‌ها و سایر اروپایی‌ها و همچنین آرژانتینی‌ها، شیلیایی‌ها، هندی‌ها، مراکشی‌ها و اروگوئه‌ای‌ها نیز در آندورا به‌عنوان دیاسپورا زندگی می‌کنند. بیشتر مهاجرین افراد ثروتمند و مرفه هستند.

## زبان
مردم آندورا به زبانهای اسپانیایی، کاتالان، اکسیتان و فرانسوی سخن می‌گویند. زبان رسمی آندورا کاتالان است. علیرغم وجود خدمات مشاوره زبانی دولتی، اشکال جدید اوقات فراغت و حدود ۸ میلیون گردشگر سالانه زبان و سنت را از بین می‌برند.

## دین
دین در آندورا (تخمین ۲۰۲۰)
قانون اساسی آندورا آزادی مذهب را به‌طور رسمی مشخص کرده است. همچنین اسقف کاتولیک رومی اورگل را به عنوان رئیس دولت مشترک با رئیس‌جمهور فرانسه معرفی می‌کند و به کلیسای کاتولیک امتیازاتی را ارائه می‌دهد که در اختیار سایر گروه‌های مذهبی نیست.
جمعیت عمدتاً متشکل از مهاجرانی از اسپانیا، پرتغال و فرانسه است که شهروندان کامل کمتر از ۳۶٪ از کل جمعیت را تشکیل می‌دهند. بیشینه مردم پیرو کلیسای کاتولیک رم هستند. تخمین زده می‌شود که از جمعیت کاتولیک، نیمی از شرکت کنندگان فعال کلیسا هستند. دیگر گروه‌های مسیحی عبارتند از کلیسای حواری جدید. کلیسای عیسی مسیح قدیسان آخرالزمان (مورمون‌ها)؛ کلیسای انگلیکن؛ کلیسای اتحاد مجدد؛ و شاهدان یهوه تخمین زده می‌شود که حدود ۱۰۰ یهودی و ۲۰۰۰ مسلمان و همچنین گروه کوچکی از هندوها در این کشور زندگی می‌کنند.